# Хуссейн Дей (футбольний клуб)
Наср Атлетік де Хуссейн Дей або просто «Хуссейн Дей» (араб. نصر رياضي حسين داي) — професіональний алжирський футбольний клуб з міста Хуссейн Дей, який виступає в Алжирській Професіональній Лізі 1, найвищому дивізіоні національного чемпіонату. Клуб має власний стадіон — «Стад Фререс Зіуї».

## Історія
15 червня 1947 року в кав'ярні Лавейллі Каддур (зараз — «Макарія») 180 членів клубів зустрілися для того щоб ухвалити рішення про злиття трьох клубів Хуссейн Дея: Неджима Спортс Хуссейн Дей, Клуб Кулер та Есперанс Спортіф де Лавейллі. Так утворився Наср Атлетік де Хуссейн Дей.
Свого часу Насрію благословив Шейх Ларбі Тбессі. Клуб займав активну позицію під час визвольної війни, оскільки деякі з його членів безпосередньо воювали за національну незалежність, до того ж у сезоні 1956/57 років він, разом з іншими футбольними клубами Алжиру, підтримав заклик повстанців й припинив участь у всіх спортивних змаганнях країни аж до 1962 року, коли Алжир здобув незалежність. Чемпіонат в Алжирі поновився в 1963 році, а в 1967 році команда здобула свою першу перемогу в національному чемпіонаті.
За 35 років своїх виступів у чемпіонатах Алжиру НАХД 10 разів ставав призером національного чемпіонату, а в 1979 році виграв Кубок Алжиру. Того ж сезону команда дійшла до фіналу Кубку володарів кубків КАФ.
Насрія відомі тим, що запрошують відомих тренерів для роботи в клубі, наприклад Веза, Рене Верньєра, Рейнольдса, Аммара Будіссу та Жана Снеллу. Ця політика призвела до появи цілого покоління алжирських футболістів, які склали кістяк національної збірної Алжиру на Чемпіонаті світу з футболу 1982 року, який відбувся в Іспанії.
Серед найбільш знакових футболістів в історії клубу варто відзначити Дамана Дефнуна, Абделькадера, Ушена, Буяхі, Юсефа, Мохамеда Кедіса, Шаабана Мерзекана, Алі Фергані, Ель-Хосіна, Аїт Лазазі та Алліша.
Варто відзначити й гравців, які али можливість пограти за кордоном, і в першу чергу Рабаха Маджера, який захищав кольори Порту. Варто згадати й алжирця Махмуда Гендуза, який провів найбільше ігрового часу у фінальній фазі чемпіонатів світу з футболу (540 хвилин). У сезоні 2008 року НАХД став першим алжирським футбольним клубом, який продав футболіста до європейського емпіонату, ним став Рафік Халіш, який поповнив склад «Бенфіки». Халіш побив рекорд Гендуза за кількістю зіграних хвилин (700) за національну збірну Алжиру в останніх двох розіграшах фінальної частини чемпіонату світу (2010 та 2014 років).
Клуб виховав багато талановитих гравців, але через певний час змушений прощатися з ними, оскільки бюджет клубу є дуже скромним.

## Досягнення

### Національні
- Алжирська Професіональна Ліга 1
  -  Чемпіон (1): 1967
  -  Срібний призер (5): 1964, 1973, 1976, 1982, 1993
  -  Бронзовий призер (6): 1974, 1980, 2003, 2004

- Алжирська Професіональна Ліга 2
  -  Срібний призер (1): 2011, 2014

- Кубок Алжиру
  -  Володар (1): 1979
  -  Фіналіст (4): 1968, 1977, 1982, 2016

### Міжнародні
- Кбок володарів кубків КАФ
  -  Фіналіст (1): 1978

## Статистика виступів на континентальних турнірах
| Сезон | Турнір                     | Раунд      | Клуб                 | Вдома | На виїзді | Загалом    |
| ----- | -------------------------- | ---------- | -------------------- | ----- | --------- | ---------- |
| 1978  | Кубок володарів кубків КАФ | 1          | Аль-Мадіна (Триполі) | 2-1   | 1-1       | 3-2        |
| 1978  | Кубок володарів кубків КАФ | 1/4 фіналу | Інтер (Браззавіль)   | 3-0   | 2-1       | 5-1        |
| 1978  | Кубок володарів кубків КАФ | 1/2 фіналу | Муфуліра Уондерерз   | 1-0   | 1-2       | 2-2 (в.г.) |
| 1978  | Кубок володарів кубків КАФ | Фінал      | Хороя АК             | 1-3   | 1-2       | 2-5        |
| 1980  | Кубок володарів кубків КАФ | 1          | АКС Ксар             | 7-0   | 0-1       | 7-1        |
| 1980  | Кубок володарів кубків КАФ | 2          | Каса Спорт           | 2-0   | 1-1       | 3-1        |
| 1980  | Кубок володарів кубків КАФ | 1/4 фіналу | Секонді Ілевен Уайс  | 4-1   | 1-1       | 5-2        |
| 1980  | Кубок володарів кубків КАФ | 1/2 фіналу | Африка Спорт         | 2-2   | 0-1       | 2-3        |
| 1994  | Кубок володарів кубків КАФ | 1          | Джоліба АК           | 2-0   | 0-0       | 2-0        |
| 1994  | Кубок володарів кубків КАФ | 2          | ВСК Лайонс           | 0-2   | 0-2       | 0-4        |
| 2006  | Кубок конфедерації КАФ     | 1          | Севе Спортс          | 3-1   | 0-1       | 3-2        |
| 2006  | Кубок конфедерації КАФ     | 2          | Дуан (Дакар)         | 2-0   | 1-1       | 3-1        |
| 2006  | Кубок конфедерації КАФ     | 3          | ФАР (Рабат)          | 1-0   | 0-2       | 1-2        |

## Відомі гравці
У списку, який наведено нижче, представлені гравці, які виступали за команду в національному чемпіонаті або в континентальних турнірах з моменту її заснування в 1947 році. Щоб потрапити до цього списку грвець має зіграти щонайменше 100 матчів у футболці клубу, або зіграти щонайменше 1 поєдинок у футболці національної збірної, за яку він має право виступати, під час свого перебування у «Хуссейн Деї», або після того, як він його залишить.
| Алжир - Резкі Амруш - Ясін Бентаала - Біллел Дрізі - Фарез Феллаї - Алі Фергані - Махмуд Гендуз - Рафік Халіш - Мезіан Ігіл | Алжир - Сід Ахмед Кедіз - Абделькадер Лаїфауї - Рабах Маджер - Шаабан Мерзекан - Фаузі Муссуні - Ласен Назеф - Монсеф Уйшауї] - Абдеррауф Зарабі | Африка - Бадрі Массуанга - Поль-Еміль Біяга - Амаду Діамутене - Джиммі Булус |